# Derbamont
Derbamont ([dɛʁbaˈmɔ̃] ) ist eine französische Gemeinde mit 99 Einwohnern (Stand: 1. Januar 2022) im Département Vosges in der Region Grand Est (bis 2015 Lothringen). Sie gehört zum Arrondissement Neufchâteau (bis 2024 Épinal) und ist Mitglied im Gemeindeverband Communauté de communes de Mirecourt Dompaire. Die Bewohner werden Derbamontais und Derbamontaises genannt.

## Geografie

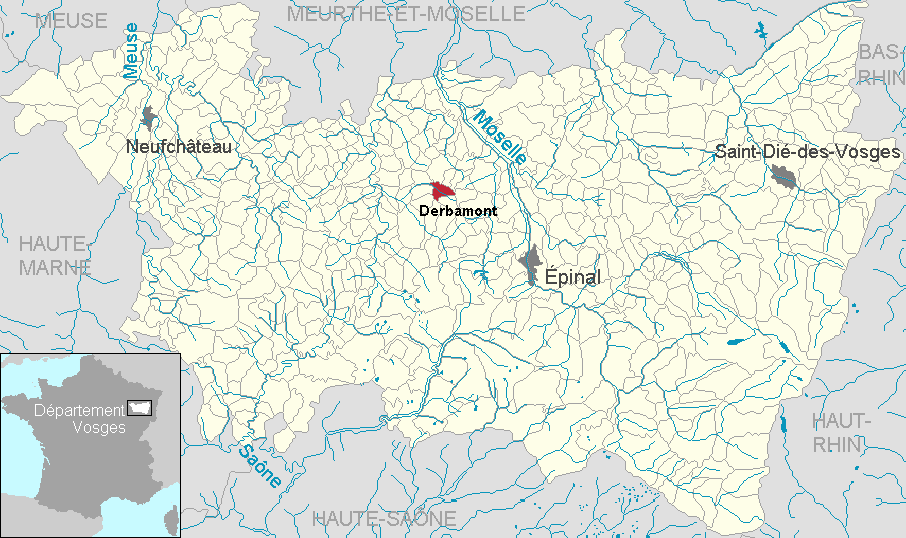
Lage der Gemeinde Derbamont im Département Vosges

Die Gemeinde Derbamont liegt am Robert, einem Nebenfluss der Gitte, 18 Kilometer nordwestlich von Épinal.
Nachbargemeinden von Derbamont sind Gugney-aux-Aulx im Norden, Madegney und Regney im Nordosten, Bouxières-aux-Bois im Osten, Circourt im Süden, Madonne-et-Lamerey und Bouzemont im Südwesten, Bazegney im Westen sowie Vaubexy im Nordwesten.

## Geschichte
Im Jahr 1304 taucht der Ort erstmals als Derbelmont in einer Urkunde auf. Das Dorf war Teil der Vogtei der Vogesen, unterstand später dem Propst von Dompaire und kam 1751 an die Vogtei Darney. Die Bewohner waren im benachbarten Circourt im Dekanat Jorxey eingepfarrt.

### Bevölkerungsentwicklung
| Jahr      | 1962 | 1968 | 1975 | 1982 | 1990 | 1999 | 2011 | 2021 |
| Einwohner | 129  | 144  | 119  | 109  | 115  | 107  | 92   | 104  |

Im Jahr 1836 wurde mit 491 Bewohnern die bisher höchste Einwohnerzahl ermittelt. Die Zahlen basieren auf den Daten von cassini.ehess und INSEE.

## Sehenswürdigkeiten
- Kirche Saint-Pierre, 1737 errichtet, mit einer Skulptur der Jungfrau mit Kind

Kirche Saint-Pierre in Derbamont
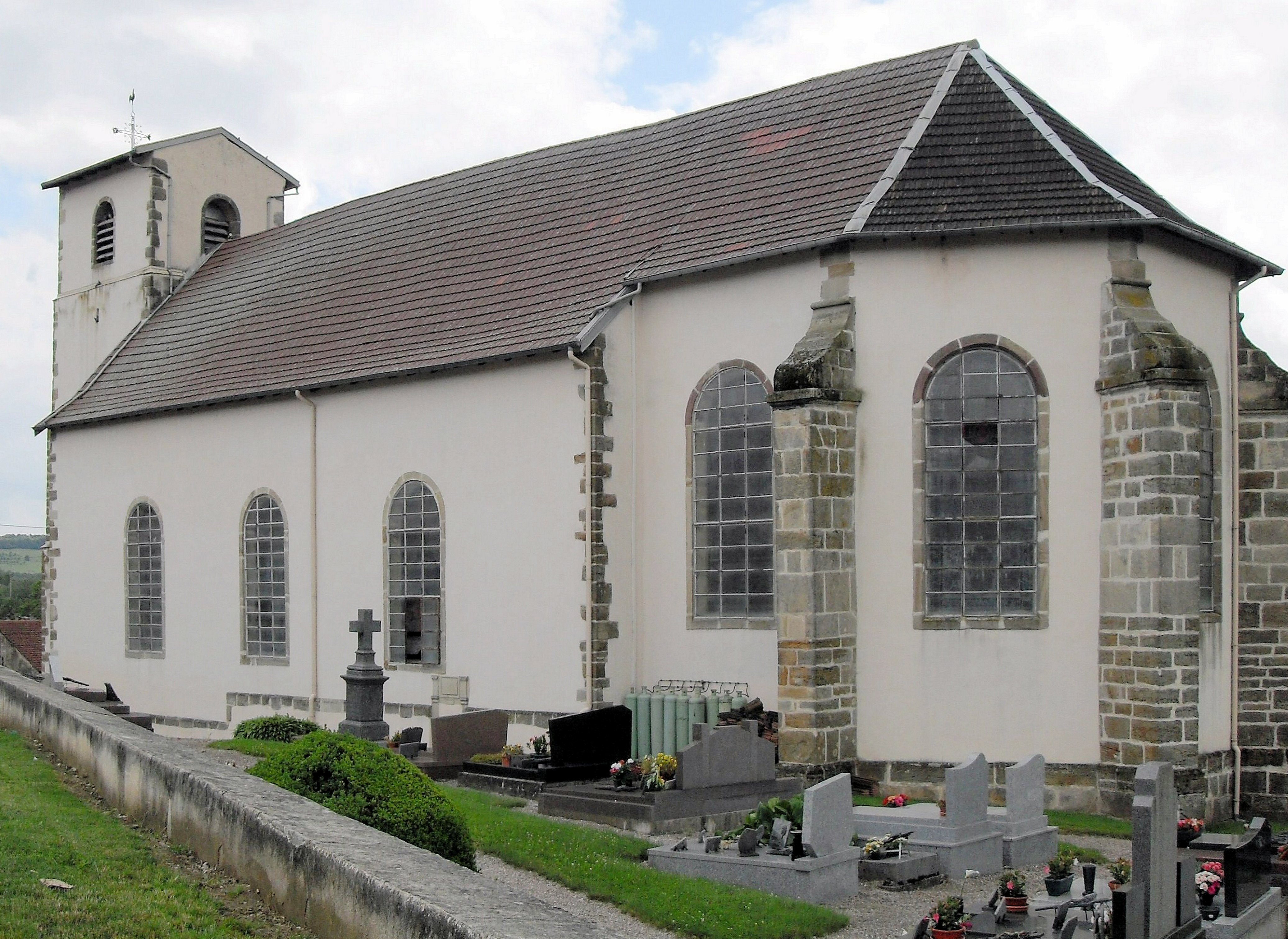
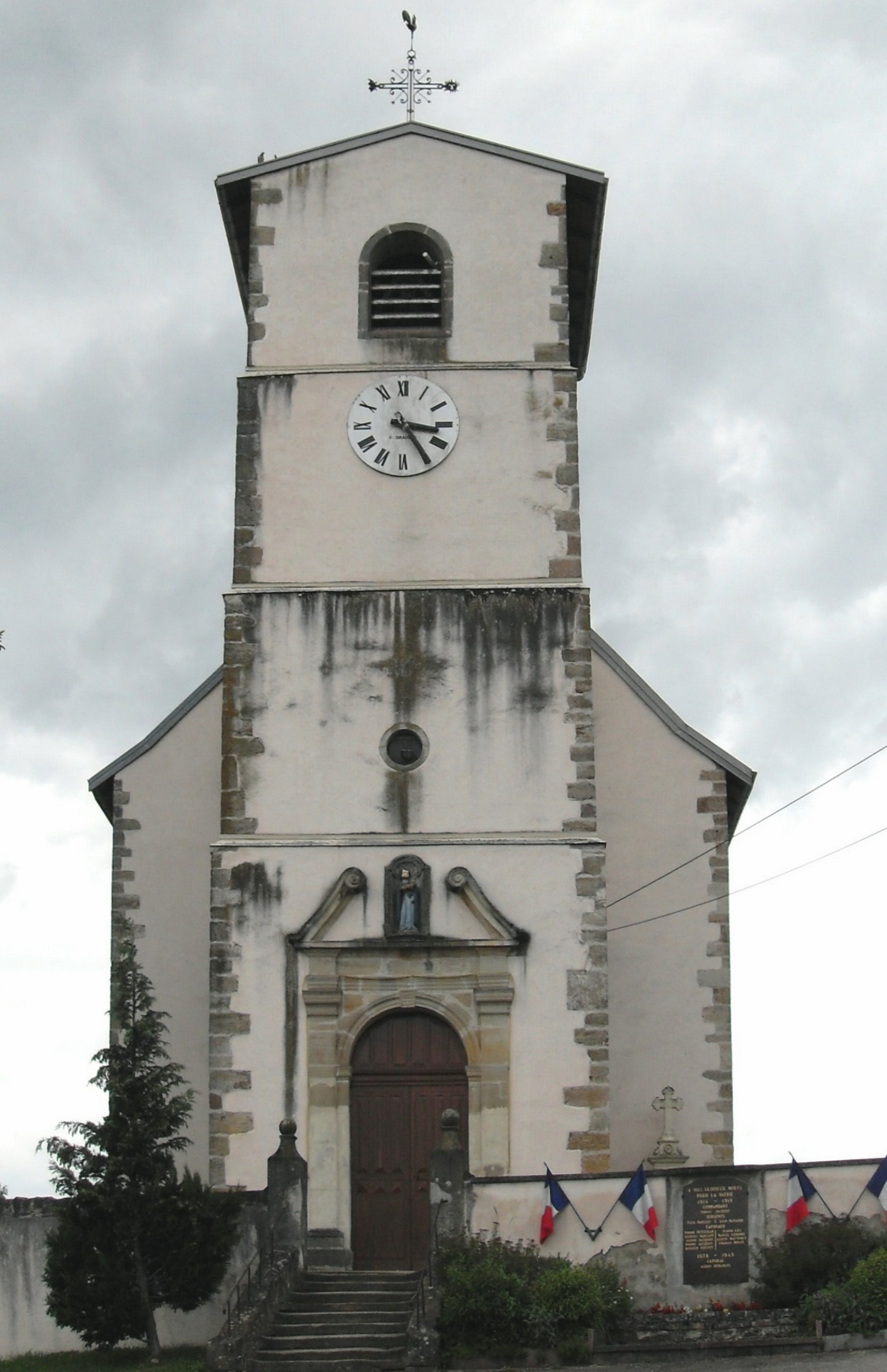

## Wirtschaft und Infrastruktur
In der Gemeinde sind sieben Landwirtschaftsbetriebe ansässig (Milchwirtschaft, Rinderzucht).
Durch die Gemeinde Derbamont führt die Fernstraße D 38 von Dompaire nach Vincey. In der zwölf Kilometer entfernten Gemeinde Nomexy besteht ein Anschluss an die autobahnartig ausgebaute RN 57 von Nancy nach Épinal. Der Bahnhof Nomexy liegt an der Bahnstrecke Blainville-Damelevières–Lure.

## Belege
1. ↑  Darbamont auf vosges-archives.com (Memento vom 31. Januar 2017 im Internet Archive) (PDF-Datei, französisch; 85 kB)
2. ↑  Derbamont auf cassini.ehess
3. ↑  Derbamont auf INSEE
4. ↑  Landwirtschaftsbetriebe auf annuaire-mairie.fr (französisch)